# 81 Produce
81 Produce (株式会社81プロデュース Kabushiki-gaisha Eitiwan Purodyūsu) là một công ty thương mại chuyên quản lý diễn viên lồng tiếng tài năng ở Nhật Bản được thành lập vào năm 1981 (do đó tên công ty được đặt là 81). Một đĩa hybrid CD-ROM gồm nhiều dữ liệu về tài năng lồng tiếng (giọng nói) của các thành viên trong 81 Produce đã được ra mắt vào ngày 19 tháng 10 năm 1997. Công ty này toạ lạc tại Shibuya, Tokyo.